# Chrysolepis
Chrysolepis — рід рослин з родини букових, який містить два види й росте на заході США від заходу штату Вашингтон до південної Каліфорнії.

## Морфологічна характеристика
Це вічнозелені дерева чи кущі. Прилистки помітні на новому порослі, часто стійкі навколо бруньок. Листкова пластинка товста, шкіряста, краї цілі чи нечітко зубчасті, вторинні жилки нечіткі. Суцвіття тичинкові чи двостатеві, пазушні, скупчені на кінцях гілок, колосоподібні, висхідні, жорсткі чи гнучкі. Плоди дозрівають на 2-й рік після запилення. Стулки чіткі, повністю охоплюють горішки, густо колючі, колючки неправильно розгалужені, переплетені, без простих волосків, з великими жовтуватими, багатоклітинними залозками. Горіхів (1)3-кілька на чашечку, 3-кутні чи заокруглені в перетині, сусідні відокремлені один від одного внутрішніми клапанами. x = 12.

## Використання
Насіння вживається сирим чи приготовленим. Насіння можна також висушити, подрібнити в порошок і використовувати як загущувач в супах, змішувати з крупами при приготуванні хліба тощо. Деревина Chrysolepis chrysophylla використовується для виготовлення сільськогосподарських знарядь, а також як паливо. Можна використовувати як декоративні дерева в парках і садах.